# Deparia subsimilis
Deparia subsimilis är en majbräkenväxtart som först beskrevs av Christ, och fick sitt nu gällande namn av Fraser-jenk. Deparia subsimilis ingår i släktet Deparia och familjen Athyriaceae. Inga underarter finns listade.